# Visitazione con i santi Nicola e Antonio

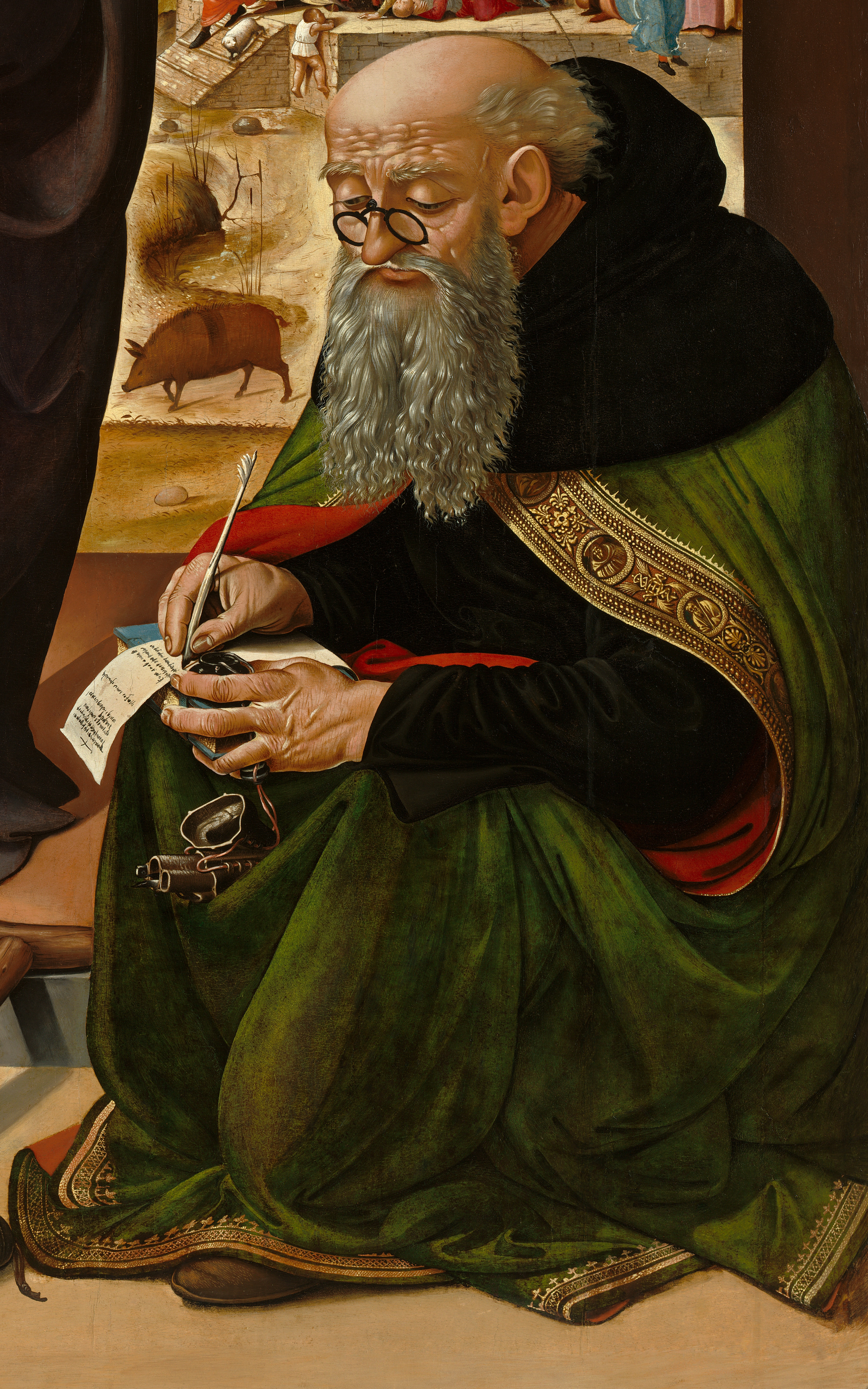
Dettaglio

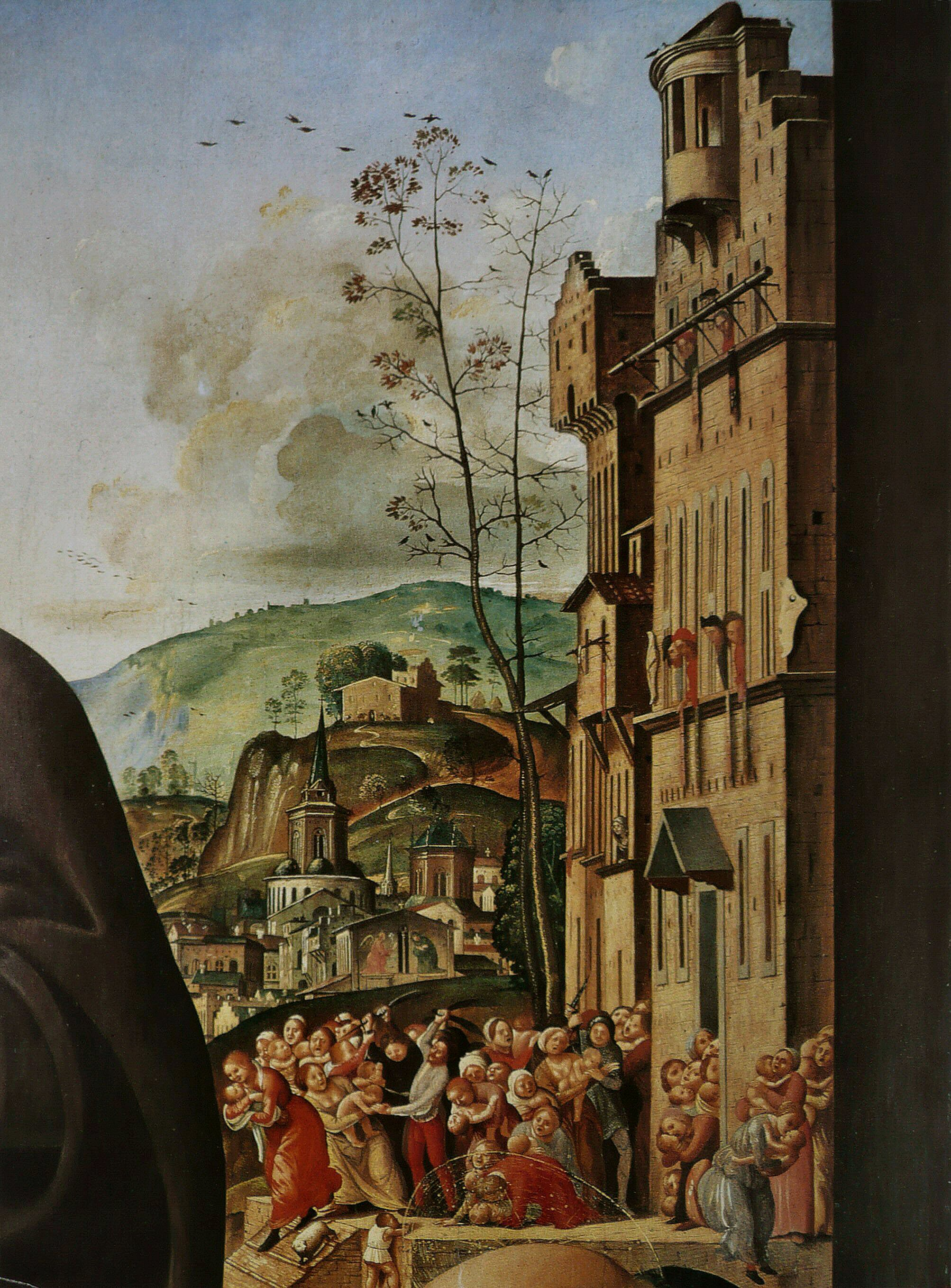
Strage degli innocenti e paesaggio con l'Annunciazione

La Visitazione con i santi Nicola e Antonio è un dipinto a olio su tavola (184x189 cm) di Piero di Cosimo, databile al 1490 circa e conservato nella National Gallery of Art di Washington.

## Storia
L'opera era destinata alla Cappella di San Niccolò nella basilica di Santo Spirito a Firenze, patrocinata dalla famiglia Capponi, e venne commissionata tra il 1489 e il 1490.  L'opera venne descritta ampiamente da Vasari nelle Vite: «Una Visitazione di Nostra Donna con san Niccolò e un sant'Antonio che legge con un par d'occhiali al naso che è molto pronto. Quivi contraffece un libro di cartapecora un po' vecchio che par vero, e così certe palle a quel san Niccolò con certi lustri, ribattendo i barlumi e i riflessi l'una nell'altra, che si conosceva in fino allora la stranezza del suo cervello e il cercare ch'e' faceva delle cose difficili».
Nel 1713 si decise di spostarla nella villa Capponi a Legnaia, dove la vide e acquistò Frederick West verso il 1850, che la portò nel suo Chirk Castle, nel Clwyd, in Galles. I suoi discendenti la vendettero nel 1891 circa e dopo alcuni passaggi pervenne ai Duveen Brothers di New York, che nel 1937 la cederono a Samuel H. Kress, le cui collezioni sono uno dei nuclei fondamentali del museo statunitense, a cui il dipinto venne donato nel 1939.

## Descrizione e stile
La scena centrale della pala rappresenta l'incontro della Vergine Maria e l'anziana sant'Elisabetta, futura madre di Giovanni Battista. Le loro figure torreggiano al centro, scambiandosi un intenso sguardo pieno di consapevolezza dei rispettivi destini dei propri nascituri, con un naturalistico scambio di gesti: una stretta di mano e l'accenno di un abbraccio.
Ai lati seduti, formando una composizione piramidale, si trovano i santi Nicola di Bari, riconoscibile per l'attributo delle palle d'oro, e Antonio Abate, con la campana, il bastone e il maialino. Essi sono nell'atto di leggere e scrivere e sembrano fare da testimoni indiretti all'avvenimento; Antonio indossa anche un paio di occhiali. Amorevole è la descrizione dei dettagli in primo piano, derivata da una compenetrazione avanzata dell'arte fiamminga.
Ai lati si trovano due quinte di edifici, oltre le quali si sviluppano alcune fantasiose formazioni rocciose, in cui sono ambientate alcune scene secondarie: l'Annunciazione dipinta su un muro della chiesa lontana, l'Adorazione dei Pastori a sinistra e la Strage degli Innocenti in secondo piano.
Il realismo accentuato del dipinto ha probabilmente la sua origine in arte fiamminga, in voga a Firenze in quel momento. La composizione di Piero, con un gruppo centrale principale e un santo su entrambi i lati, ricorda il trittico formato tradizionale. Tuttavia, la sua qualità piramidale, con i santi che formano una base e la testa di Maria e di Elisabetta come l'apice, riflette l'influenza dei recenti lavori di Leonardo da Vinci.
Scrisse Fanny Knapp Allen sul dipinto: «Attraverso lo studio della pittura dei Paesi Bassi perviene a una finezza di dettagli che nessun altro fiorentino ha mai raggiunto. È forse uno dei quadri più caratteristici del periodo giovanile del pittore. [...] Ogni ruga, ogni peluzzo del volto e delle mani dei due santi seduti in primo piano, perfettamente caratterizzati, furono eseguiti con una cura e un amore che meravigliano in un fiorentino. È mirabile che la disposizione di Piero al dato sensibile sia così vicina a quella dei nordici. [...] Le due donne si fissano negli occhi, come nella consapevolezza del destino che le attende [...] e mentre Maria, in atto di saluto e per placare l'emozione dell'altra, pone la mano sinistra sulla spalla della vecchia Elisabetta, questa alza la mano, meravigliata che la Madre del Signore sia venuta da lei [...] sono legate in modo strettissimo, esprimendo partecipazione interiore e un calmo abbandono al loro destino. Psicologicamente, è la più bella Visitazione mai dipinta a Firenze.»